# Nultolerance
Nultolerance er en betegnelse, der ofte bruges til at beskrive en politik eller tilgang, hvor der ikke accepteres nogen form for afvigelse eller overtrædelse af regler eller retningslinjer. Det kan for eksempel være inden for områder som narkotika, vold, mobning eller diskrimination, hvor der ikke gives plads til undskyldninger eller lempelser. Nultolerancepolitikker har til formål at skabe en konsekvent og retfærdig behandling af alle involverede parter.